# Linkenheim-Hochstetten
Linkenheim-Hochstetten – gmina w Niemczech, w kraju związkowym Badenia-Wirtembergia, w rejencji Karlsruhe, w regionie Mittlerer Oberrhein, w powiecie Karlsruhe. Leży ok. 13 km na północ od Karlsruhe, przy drodze krajowej B36.

## Współpraca
Miejscowości partnerskie:
- Gröditz, Saksonia
- Jarny, Francja